# مارکو کاستی
مارکو کاستی (به ایتالیایی: Marco Cassetti) بازیکن فوتبال و اهل ایتالیا است که از سال ۲۰۰۵ میلادی عضو تیم ملی فوتبال ایتالیا بوده و در ۵ بازی ملی حضور داشته‌است. او در بازی‌های ملی‌اش گلی به ثمر نرساند.